# Chùa Botum
Wat Botum (tiếng Khmer: វត្តបទុម là Đền hoa sen), tên gọi chính thức là Wat Botum Vatey Reacheveraram (Khmer: វត្តបទុមវតីរាជវរារាម) có nghĩa đen là Ngôi đền hoa sen được xây dựng bởi nhà vua). Tọa lạc tại đường Oknha Suor Srun 7, Sangkat Chaktomuk, Khan Daun Penh, Phnom Penh, Campuchia. Nó nằm ở phía nam của Cung điện Hoàng gia và ở phía tây của Công viên chùa Botum.

## Lịch sử
Chùa Botum Vatey được xây dựng bởi vua Ponhea Yat (năm 1405 - 1467) vào thế kỷ 15, nằm ở phía nam Cung điện Hoàng gia.
Ngôi chùa này là một trong 05 ngôi chùa cổ nhất ở Phnom Penh. Nó còn được người ta biết đến là chùa Botum (đền Hoa Sen) bởi vì trước đây là một hòn đảo nhỏ bao quanh bởi hoa sen. Tên chùa Botum được gọi từ năm 1865 đến nay. Ngôi chùa được đại trùng tu vào năm 1937. Người ta xây dựng nhiều tháp nhỏ trong khuôn viên chùa, trong đó cũng có bảo tháp chứa tro cốt Đức vua.
Những bức tượng lớn màu vàng và màu xanh lục ở lối vào của ngôi chùa tượng trưng cho thần Naga, một con rắn thần trong truyền thiết sống dưới lòng đất và có phép thần thông biến hóa thành con người.